# Meama (Muʻomuʻa)
Meama ist eine von zwei Inseln im Archipel Haʻapai mit demselben Namen. Sie gehört politisch zum Königreich Tonga und liegt im Gebiet von ʻOtu Muʻomuʻa.

## Geografie
Das Motu liegt im Zentrum von ʻOtu Muʻomuʻa zusammen mit Tanoa und Fonoifua, sowie den Riffen Mai Reef und Lua Anga. Im Westen schließen sich die Inseln Nukufaiau und Nukutula an und im Osten liegt die Inselgruppe ʻOtu Tolu Group mit Fetokopunga.

## Klima
Das Klima ist tropisch heiß, wird jedoch von ständig wehenden Winden gemäßigt. Ebenso wie die anderen Inseln der Haʻapai-Gruppe wird Meama gelegentlich von Zyklonen heimgesucht.